# Чебыково (Мишкинский район)
Чебыково (мар. Нерге; баш. Сабыҡ) — деревня в Мишкинском районе Республики Башкортостан Российской Федерации. Входит в состав Кайраковского сельсовета.

## География

### Географическое положение
Расстояние до:
- районного центра (Мишкино): 18 км,
- центра сельсовета (Кайраково): 4 км,
- ближайшей ж/д станции (Загородная): 98 км.

## История
До 2008 года — административный центр Чебыковского сельсовета.

## Население
| 2002 | 2009 | 2010 |
| ---- | ---- | ---- |
| 514  | ↘492 | ↗495 |

Национальный состав
Согласно переписи 2002 года, преобладающая национальность — марийцы (93 %).